# Vjatka
Vjatka (rus. Вя́тка; tatarski: Noqrat; marijski: Виче) je rijeka u Kirovskoj oblasti i republici Tatarstanu u Rusiji.

## Tok rijeke
Vjatka izvire u sjevernom dijelu republike Udmurtije. Duga je 1314 km, a površina njenog porječja je 129.000 km². Kao desni pritok, ulijeva se u rijeku Kame kod gradića Sokolke, nekih 20 km prije nego Kama se širi u Kujbiševsko jezero.
Glavni pritoci su joj rijeke Kobra, Letka, Velikaja, Moloma, Pižma, Čepca, Bystrica, Voja i Kilmez. 

## Promet
Plovna je od svog ušća uzvodno sve do grada Kirova, nekih 700 km, proljećem do sidrišta grada Kirsa (preko 1000 km), a a glavne luke na ovoj rijeci su: Kirov, Koteljnič, Sovjeck i Vjatskije Poljany.
Zaleđuje se početkom studenoga i ostaje pod ledom sve do polovice travnja.

## Galerija
- "Rijeka Vjatka"., Viktor Vasnecov. 1878.
- Željeznički most preko Vjatke kod Kirova

## Vanjske poveznice
|  | Zajednički poslužitelj ima još gradiva o temi Vjatka |